# 반종교주의

반종교주의(反宗敎主義, 영어: antireligion)는 종교에 반대하고 비난하는 사상이나 행동을 뜻한다.

## 개요
반종교의 범위는 좁게는 종교단체의 존재 및 행동에 대한 반발에서, 넓게는 종교와 연관된 미신과 초자연적인 현상을 거부하는 것까지로 볼 수 있다. 비록 반종교인들 중 대다수가 무신론자 또는 반신론자이지만, 이들 사상 및 사상가와는 구분할 필요가 있다.

## 역사
영국 역사학자 마이클 벌리는 프랑스 혁명시기의 대중들이 조직된 레지스탕스에게 '무교, 무주교, 비종교적 상태'라고 반응한 것이 반종교에 대한 최초의 표현이라고 하였다.
그 후 국가 무신론주의 상태의 국가가 광범위한 반종교 운동을 벌여 종교, 종교기관, 지도자, 신도와 관습에 대한 부정과 숙청을 진행하였다. 조사 결과에 따라 수치는 다르나 러시아 정교회인들만 최소 약 50만명이 소련 정부로부터 탄압받았다는 자료가 있고, 고문과 종교 분쟁으로 인한 죽음을 제외하고도 약 2100여만명의 러시아 정교회 신도들이 사망했다는 주장도 있다. 특히 알바니아 사회주의 인민 공화국에서는 국가 무신론주의를 국시로 삼으면서 모든 종교활동과 종교물을 불법으로 규정, 종교단체와 종교문학까지 금지되어 많은 종교 신자들이 구속되어 고문을 당하고 살해당했고, 외국인 로마 가톨릭교회 성직자들은 1946년 일괄적으로 추방되었다.
현대에는 반종교가 종교에 대한 탄압보다는 비판과 반종교 운동이 되고 있고, 대다수의 국가에서 종교의 자유가 보장되면서 국가가 시행하던 포괄적인 종교 탄압은 거의 사라졌다.

## 같이 보기
- 반기독교주의